# Решетов, Юрий Александрович
Юрий Александрович Решетов (10 января 1935 — 6 мая 2003) — советский, российский дипломат. Чрезвычайный и полномочный посол (1991).

## Биография
Окончил Московский государственный институт международных отношений (МГИМО) МИД СССР (1959) и Высшую дипломатическую школу МИД СССР (1971). Кандидат философских наук (1972), доктор юридических наук (1984). На дипломатической работе с 1959 года.
- В 1975—1980 годах — руководитель отдела по предотвращению дискриминации и защите меньшинств в департаменте прав человека Секретариата ООН в Женеве, секретарь подкомиссии по предупреждению дискриминации и защите меньшинств.
- В 1980—1986 годах — старший научный сотрудник Института государства и права Академии наук СССР.
- В 1986—1988 годах — эксперт, заместитель заведующего отделом, заместитель начальника — заведующий отделом Управления по гуманитарным и культурным связям МИД СССР.
- В 1988—1989 годах — заместитель начальника — заведующий отделом Управления по международному гуманитарному сотрудничеству и правам человека МИД СССР.
- В 1989—1992 годах — начальник Управления по международному гуманитарному сотрудничеству и правам человека МИД СССР.
- С 18 марта 1992 по 2 апреля 1998 года — чрезвычайный и полномочный посол Российской Федерации в Исландии[1][2].
- С 1998 года — на преподавательской работе в МГИМО МИД России.

## Дипломатический ранг
- Чрезвычайный и полномочный посол (15 февраля 1991)[3].

## Награды
- Большой крест ордена Сокола (Исландия).

## Семья
Был женат. Жена -Акимова Нина Николаевна. Дочь выдающегося театрального режиссёра, художника и педагога. Сын- Решетов Алексей Юрьевич. Дочь умерла в младенчестве.

## Публикации
Ю. А. Решетов — автор более 200 публикаций по вопросам международного права. В их числе:
- «О международно-правовой ответственности за нарушение прав человека» (М., 1979).
- «Борьба с международными преступлениями против мира и безопасности» (М., 1983).
- Главы в «Курсе международного права» (2-е изд.).
- Главы в советско-американской монографии «Нюрнбергский процесс и международное право» (Дордрехт, 1990) (в соавторстве).
- Юрий Решетов, Красное и белое. М., издательство АО "Книга и бизнес" 1998, ISBN 5-212-00830-1
- Главы в учебнике «Международное право» (М., 2000).